# Joe Abrigo
Joe Axel Abrigo Navarro (Santiago del Cile, 22 marzo 1995) è un calciatore cileno, attaccante del Palestino.

## Carriera

### Club
Ha giocato nella massima serie cilena.